# Raja Zarith Sofiah

Estandarte como Reina consorte de Malasia.

Raja Zarith Sofiah binti Almarhum Sultan Idris Shah (en jawi: راجا زاريث صوفية بنت المرحوم سلطان إدريس شاه; nacida el 14 de agosto de 1959) es la Permaisuri (reina consorte) de Johor, y actualmente la Raja Permaisuri Agong de Malasia. Nació como princesa de la casa real de Perak. Mientras aún asistía al Somerville College de Oxford, se casó con el heredero al trono de Johor. Ahora madre de seis hijos, participa en el trabajo de organizaciones no gubernamentales y universidades, y escribe una columna periódica en The Star.

## Primeros años y educación
Raja Zarith Sofiah nació en Hospital Batu Gajah, Perak, el 14 de agosto de 1959, como el tercer hijo y la segunda hija del Sultán Idris Shah II de Perak y su segunda esposa, Raja Perempuan Muzwin binti Raja Arif Shah.
Sus padres fueron primos entre sí. Ella es prima segunda del Sultán Azlan Shah de Perak. El abuelo paterno de Sultan Azlan, su abuelo paterno y el abuelo paterno de su madre eran hijos del Sultán Idris Shah I de Perak, todos hijos de madres diferentes.
Asistió a la escuela primaria Datin Khadijah y luego a la escuela Raja Perempuan Kelsom en Kuala Kangsar, antes de pasar al Cheltenham Ladies' College para completar su educación secundaria. Asistió al Somerville College, Oxford y obtuvo su Licenciatura en Artes en Estudios chinos de la Universidad de Oxford en 1983 y su Maestría en Artes en 1986.

## Actividades
Raja Zarith Sofiah es la rectora de la Universidad Tecnológica de Malasia, Real Asesora de la Sociedad de la Media Luna Roja de Malasia, Presidenta de la [Fundación] Yayasan Raja Zarith Sofiah Negeri Johor (YRZSNJ) del Estado de Johor desde 2012 y Presidenta de la Fundación contra el Cáncer Tunku Laksamana Johor (TLJCF) de Johor. También es miembro de la Escuela de Estudios Lingüísticos y Lingüística de la Universidad Nacional de Malasia (UKM). Pronunció el discurso de apertura en la Conferencia Internacional de Idiomas de la UKM de 2011. Ella es la Real Patrona del Club de Malasia de la Universidad de Oxford [OUMC] (a partir de 2011).
Raja Zarith es una firme defensora de mejorar el uso del inglés en Malasia. Además de malayo e inglés, habla chino mandarín, italiano y francés.
Es autora e ilustradora de varios libros para niños, incluido Puteri Gunung Ledang, y escribe para la columna "Mind Matters" (La Mente Importa) del periódico The Star (anteriormente también en el periódico New Straits Times).
Raja Zarith apoya a varias organizaciones benéficas y no gubernamentales. Es patrocinadora de la Asociación de Niños Espásticos de Johor, el Club Rotary de la Fundación del Corazón de Tebrau y la Asociación de Enseñanza del Idioma Inglés de Malasia. También es la presidenta del Comité de Servicios Comunitarios de la Sociedad de la Media Luna Roja de Malasia.
Raja Zarith Sofiah también participa activamente en actividades religiosas. El objetivo de la fundación es generar fondos para diversos programas educativos. La fundación se creó una vez consultado el Sultán de Johor, el cual estuvo de acuerdo con la propuesta de la Universidad Tecnológica de Malasia, en línea con la Real Institución de Johor, en el desarrollo de las enseñanzas del Islam.

## Matrimonio y descendencia
El 22 de septiembre de 1982, Raja Zarith Sofiah se casó con el entonces Tunku Mahkota (Príncipe Heredero) de Johor, Tunku Ibrahim Ismail. Después del matrimonio, se le concedió el título de Su Alteza la Isteri Tunku Mahkota (la Consorte del Príncipe Heredero) de Johor.
Tunku Ibrahim Ismail fue proclamado vigésimo quinto sultán de Johor después de la muerte de su padre el 23 de enero de 2010. Raja Zarith fue nombrada como DYMM (Su Alteza Real) la Consorte del Sultán de Johor hasta que tuvo lugar su coronación el 23 de marzo de 2015. En dicho día, se le confirió el título de Permaisuri de Johor (Reina consorte de Johor) con el estilo de Su Majestad.
Ella y el sultán Ibrahim tienen seis hijos:
- Tunku Ismail Idris Abdul Majid Abu Bakar, Tunku Mahkota de Johor (nacido el 30 de junio de 1984).
- Tunku Tun Aminah (nacida el 8 de abril de 1986).
- Tunku Idris Iskandar, Tunku Temenggong de Johor (nacido el 25 de diciembre de 1987).
- Tunku Abdul Jalil, Tunku Laksamana de Johor (5 de julio de 1990 - 5 de diciembre de 2015).
- Tunku Abdul Rahman, Tunku Panglima de Johor (nacido el 5 de febrero de 1993).
- Tunku Abu Bakar, Tunku Putera de Johor (nacido el 30 de mayo de 2001).

### Yang di-Pertuan Agong
El 27 de octubre de 2023, la Conferencia de Gobernantes eligió a Ibrahim Ismail como Yang di-Pertuan Agong o literalmente "Rey de Malasia", en sustitución de Abdullah de Pahang (su cuñado, esposo de su hermana Azizah). Por tanto, Raja Zarith Sofiah sucede a su cuñada como Raja Permaisuri Agong.

## Trabajos publicados
- On Common Ground: A Collection of Articles (2013) ISBN 9789674150952

## Honores

### Honores malayos
Malasia
- Miembro de la Exaltadísima Orden de la Corona del Reino (DMN, 05/06/2024).[7]

Johor
- Dama de Primera Clase de la Real Orden Familiar de Johor (DK I).
- Dama de Segunda Clase de la Real Orden Familiar de Johor (DK II).
- Dama de Primera Clase de la Orden de la Corona de Johor (SPMJ)  – Datin Paduka.
- Gran Caballero de la Orden del Sultán Ibrahim de Johor (SMIJ)  – Datin Paduka (23 de marzo de 2017).[8][9][10]
- Medalla de la Coronación del Sultán Ibrahim (PSI, 23 de marzo de 2015).

Honores de Perak
- Miembro de la Real Orden Familiar de Perak (DK, 22 de mayo de 2012).[11][12]
- Gran Caballero de la Orden de Cura Si Manja Kini (SPCM) – Dato' Seri (4 de marzo de 1983).

### Doctorados honorarios
- Doctora Honoraria en Letras por la Universidad de Nottingham (22 de julio de 2017).[13]

## Ancestros
|  |                                           |  |  |  |  |  |  |  |  |  |  |  |  |  |  |  |
|  | 16. Raja Alang Iskandar Raja Ahmad (= 20) |  |  |  |  |  |  |  |  |  |  |  |  |  |  |  |
|  |                                           |  |  |  |  |  |  |  |  |  |  |  |  |  |  |  |
|  |                                           |  |  |  |  |  |  |  |  |  |  |  |  |  |  |  |
|  | 8. Sultán Idris Shah I de Perak (= 24)    |  |  |  |  |  |  |  |  |  |  |  |  |  |  |  |
|  |                                           |  |  |  |  |  |  |  |  |  |  |  |  |  |  |  |
|  |                                           |  |  |  |  |  |  |  |  |  |  |  |  |  |  |  |
|  | 17. Che Ken Uda Abdul Rahman (=21)        |  |  |  |  |  |  |  |  |  |  |  |  |  |  |  |
|  |                                           |  |  |  |  |  |  |  |  |  |  |  |  |  |  |  |
|  |                                           |  |  |  |  |  |  |  |  |  |  |  |  |  |  |  |
|  | 4. Sultán Iskandar de Perak               |  |  |  |  |  |  |  |  |  |  |  |  |  |  |  |
|  |                                           |  |  |  |  |  |  |  |  |  |  |  |  |  |  |  |
|  |                                           |  |  |  |  |  |  |  |  |  |  |  |  |  |  |  |
|  | 18. Manda Duwayat                         |  |  |  |  |  |  |  |  |  |  |  |  |  |  |  |
|  |                                           |  |  |  |  |  |  |  |  |  |  |  |  |  |  |  |
|  |                                           |  |  |  |  |  |  |  |  |  |  |  |  |  |  |  |
|  | 9. Che Nga Manah                          |  |  |  |  |  |  |  |  |  |  |  |  |  |  |  |
|  |                                           |  |  |  |  |  |  |  |  |  |  |  |  |  |  |  |
|  |                                           |  |  |  |  |  |  |  |  |  |  |  |  |  |  |  |
|  | 2. Sultán Idris Shah II de Perak          |  |  |  |  |  |  |  |  |  |  |  |  |  |  |  |
|  |                                           |  |  |  |  |  |  |  |  |  |  |  |  |  |  |  |
|  |                                           |  |  |  |  |  |  |  |  |  |  |  |  |  |  |  |
|  | 20. Raja Alang Iskandar Raja Ahmad (= 16) |  |  |  |  |  |  |  |  |  |  |  |  |  |  |  |
|  |                                           |  |  |  |  |  |  |  |  |  |  |  |  |  |  |  |
|  |                                           |  |  |  |  |  |  |  |  |  |  |  |  |  |  |  |
|  | 10. Raja Kulop Muhammad Kramat            |  |  |  |  |  |  |  |  |  |  |  |  |  |  |  |
|  |                                           |  |  |  |  |  |  |  |  |  |  |  |  |  |  |  |
|  |                                           |  |  |  |  |  |  |  |  |  |  |  |  |  |  |  |
|  | 21. Che Ken Uda Abdul Rahman (= 17)       |  |  |  |  |  |  |  |  |  |  |  |  |  |  |  |
|  |                                           |  |  |  |  |  |  |  |  |  |  |  |  |  |  |  |
|  |                                           |  |  |  |  |  |  |  |  |  |  |  |  |  |  |  |
|  | 5. Raja Puteh Umi Kalsum                  |  |  |  |  |  |  |  |  |  |  |  |  |  |  |  |
|  |                                           |  |  |  |  |  |  |  |  |  |  |  |  |  |  |  |
|  |                                           |  |  |  |  |  |  |  |  |  |  |  |  |  |  |  |
|  | 22. Raja Ibrahim                          |  |  |  |  |  |  |  |  |  |  |  |  |  |  |  |
|  |                                           |  |  |  |  |  |  |  |  |  |  |  |  |  |  |  |
|  |                                           |  |  |  |  |  |  |  |  |  |  |  |  |  |  |  |
|  | 11. Raja Sofia                            |  |  |  |  |  |  |  |  |  |  |  |  |  |  |  |
|  |                                           |  |  |  |  |  |  |  |  |  |  |  |  |  |  |  |
|  |                                           |  |  |  |  |  |  |  |  |  |  |  |  |  |  |  |
|  | 1. Raja Zarith Sofiah                     |  |  |  |  |  |  |  |  |  |  |  |  |  |  |  |
|  |                                           |  |  |  |  |  |  |  |  |  |  |  |  |  |  |  |
|  |                                           |  |  |  |  |  |  |  |  |  |  |  |  |  |  |  |
|  | 24. Sultán Idris Shah I de Perak (= 8)    |  |  |  |  |  |  |  |  |  |  |  |  |  |  |  |
|  |                                           |  |  |  |  |  |  |  |  |  |  |  |  |  |  |  |
|  |                                           |  |  |  |  |  |  |  |  |  |  |  |  |  |  |  |
|  | 12. Raja Harun al-Rashid                  |  |  |  |  |  |  |  |  |  |  |  |  |  |  |  |
|  |                                           |  |  |  |  |  |  |  |  |  |  |  |  |  |  |  |
|  |                                           |  |  |  |  |  |  |  |  |  |  |  |  |  |  |  |
|  | 25. Che Uteh Mariah Sulaiman              |  |  |  |  |  |  |  |  |  |  |  |  |  |  |  |
|  |                                           |  |  |  |  |  |  |  |  |  |  |  |  |  |  |  |
|  |                                           |  |  |  |  |  |  |  |  |  |  |  |  |  |  |  |
|  | 6. Raja Arif Shah                         |  |  |  |  |  |  |  |  |  |  |  |  |  |  |  |
|  |                                           |  |  |  |  |  |  |  |  |  |  |  |  |  |  |  |
|  |                                           |  |  |  |  |  |  |  |  |  |  |  |  |  |  |  |
|  | 26. Ngah Ahmad                            |  |  |  |  |  |  |  |  |  |  |  |  |  |  |  |
|  |                                           |  |  |  |  |  |  |  |  |  |  |  |  |  |  |  |
|  |                                           |  |  |  |  |  |  |  |  |  |  |  |  |  |  |  |
|  | 13. Cik Puan Rahmah                       |  |  |  |  |  |  |  |  |  |  |  |  |  |  |  |
|  |                                           |  |  |  |  |  |  |  |  |  |  |  |  |  |  |  |
|  |                                           |  |  |  |  |  |  |  |  |  |  |  |  |  |  |  |
|  | 3. Raja Muzwin                            |  |  |  |  |  |  |  |  |  |  |  |  |  |  |  |
|  |                                           |  |  |  |  |  |  |  |  |  |  |  |  |  |  |  |
|  |                                           |  |  |  |  |  |  |  |  |  |  |  |  |  |  |  |
|  | 14. Abdullah                              |  |  |  |  |  |  |  |  |  |  |  |  |  |  |  |
|  |                                           |  |  |  |  |  |  |  |  |  |  |  |  |  |  |  |
|  |                                           |  |  |  |  |  |  |  |  |  |  |  |  |  |  |  |
|  | 7. Cik Puan Aziza Abdullah                |  |  |  |  |  |  |  |  |  |  |  |  |  |  |  |
|  |                                           |  |  |  |  |  |  |  |  |  |  |  |  |  |  |  |
|  |                                           |  |  |  |  |  |  |  |  |  |  |  |  |  |  |  |